# Jacek Such
Jacek Wojciech Such (ur. 1959) – polski dyplomata, Konsul Generalny RP w São Paulo (2009–2014).

## Życiorys
Jacek Such ukończył studia w zakresie prawa i administracji na Uniwersytecie Wrocławskim. W 1982 rozpoczął we Wrocławiu aplikację prokuratorską. Pracował jako prokurator do 1991, kiedy to rozpoczął służbę w Ministerstwie Spraw Zagranicznych na stanowisku konsularnym w ambasadzie RP w Bonn. Zajmował się opieką nad obywatelami polskimi, zagadnieniami prawno-konsularnymi oraz sprawami polonijnymi, m.in. odpowiadał za integrowanie Konwentu Organizacji Polskich w Niemczech. W 1998 trafił do Departamentu Prawnego MSZ w stopniu radcy ministra. W 2002 został kierownikiem wydziału paszportowego ambasady w Paryżu, w randze I sekretarza, a po awansie – radcy. Utrzymywał także kontakty z organizacjami kombatanckimi w północnej Francji. Od 2007 był zastępcą dyrektora Departamentu Prawno-Traktatowego, zajmując się problematyką prawa międzynarodowego publicznego oraz sprawami roszczeń majątkowych. Od 2009 do 2014 był Konsulem Generalnym RP w São Paulo. Od 2017 do 2022 w stopniu radcy-ministra kierował referatem polityczno-ekonomicznym ambasady RP w Bogocie. W 2024 przeszedł na emeryturę.
W 2013 otrzymał Medal Zwycięstwa Stowarzyszenia Polskich Kombatantów w Brazylii. Zna języki: portugalski, angielski, francuski i niemiecki.